# Flora Americae septentrionalis (книга Пурша)
Flora Americae septentrionalis («Флора Северной Америки») — опубликованная в 1813 году работа в двух томах, написанная немецко-американским ботаником Фредериком Трауготтом Пуршем (1774—1820).
Стандартное обозначение названия книги при использовании в номенклатурных цитатах — Fl. Amer. Sept.

## Общая информация
Полное название работы — Flora Americae septentrionalis; or, a systematic arrangement and description of the plants of North America. Containing, besides what have been described by preceding authors, many new and rare species, collected during twelve years travels and residence in that country — «Flora Americae septentrionalis, или систематическое расположение и описание растений Северной Америки. Включающее, помимо описанных предшествующими авторами, множество новых и редких видов, собранных в течение двенадцатилетних путешествий и проживания в этой стране».
На титульном листе книги указан год издания «1814», однако известный ботаник Эйса Грей приводит доказательства, что в действительности книга была напечатана в декабре 1813 года в Лондоне. Лондонское Линнеевское общество получило экземпляр 21 декабря 1813 года, в ежемесячном каталоге изданных книг она появилась 10 января 1814 года.
Первый том содержал 358 страниц текста Пурша и 16 гравюр художника Уильяма Хукера (1779—1832), автора иллюстраций к некоторым работам Р. Э. Солсбери. Второй том содержал 392 страницы с описаниями растений и 7 гравюр Хукера. В некоторых экземплярах гравюры цветные, однако в большинстве они чёрно-белые.
В 1816 году книга была вновь издана в Лондоне, при этом даже замеченные ранее опечатки не были исправлены. В 1979 году в Вадуце было издано факсимиле работы Пурша. К нему прилагалось вступление из 36 страниц, написанном Джозефом Эндорфером Юэном.